# Louis-Denis Le Camus
Pour les articles homonymes, voir Camus.
Ne doit pas être confondu avec Nicolas Le Camus de Mézières.
Louis-Denis Le Camus (dit Le Camus-Choiseul) est un architecte français du XVIIIe siècle, né vers 1720 et mort après 1786.

## Biographie
Élève de Jean-Charles Garnier d'Isle et de Jacques V Gabriel, Louis-Denis Le Camus concourut à six reprises au prix de Rome mais il n'obtint que le troisième prix en 1739 et le second en 1742. Il a pour condisciples François-Nicolas Lancret ; il est encore élève en mars 1744.  
Il semble avoir vécu dans une relative obscurité jusqu'en 1760. Cependant, entre la fin 1752 et le début de l'année 1753, une affaire de lettre de change d'une valeur de 2 500 livres entache la réputation de Le Camus et de son épouse, Marie-Madeleine Prieur, impliquant le frère cadet du premier, l'abbé Le Camus, originaire de Rouen, lesquels refusent de rembourser une partie du prêt au sieur Julien-Claude Couesnon. Au début des années 1760, Le Camus est alors remarqué par Étienne François de Choiseul, devenu chef du gouvernement, et dont il devient l'architecte en titre. Selon Le Camus lui-même, « s'il n'avait pas rencontré Choiseul, il n'aurait eu à son actif que quelques églises de province ».
Le peintre Guillaume Voiriot présente le portrait de Le Camus au Salon de 1763, ce dernier s'en trouvant peu satisfait.
Il est nommé architecte-contrôleur des bâtiments de l'hôtel des Invalides le 22 septembre 1770, succédant à cette charge à Pierre Contant d'Ivry. À compter d'octobre suivant, il est chargé de la réfection du collège d'Amboise, grâce au duc de Choiseul, qui offrait les terrains manquants.

### Le Colisée
Grâce à la protection du duc de Choiseul, Le Camus est chargé d'édifier à Paris un établissement de plaisirs, proche dans l'esprit d'un vauxhall londonien, appelé Colisée, sur un terrain situé entre ce qui est aujourd'hui le rond-point des Champs-Élysées, l'avenue Matignon et la rue Jean-Mermoz. La construction fut financée par une compagnie dans laquelle Choiseul était intéressé au travers du prête-nom de « Corbie ».
Les travaux durèrent de 1769 au début de 1771 et le Colisée put ouvrir juste à temps pour le mariage du comte du Provence et de Marie-Joséphine de Savoie le 24 mai 1771. Après une faillite retentissante, l'établissement dut fermer ses portes en 1780. Le bruit avait alors couru que la construction, mal et trop rapidement exécutée et sur des fondations insuffisantes, menaçait de s'effondrer. En 1779, lorsque se répandit la rumeur de la fermeture imminente de cet établissement alors fortement délabré, et de son acquisition envisagée par le comte d’Artois en vue de la construction d'un palais, un rédacteur du Journal politique ou Gazette des Gazettes estima que « la destruction du Colisée tournera infailliblement au profit du cirque, établi en concurrence sur les boulevards du midi ».

### Les travaux au château de Chanteloup

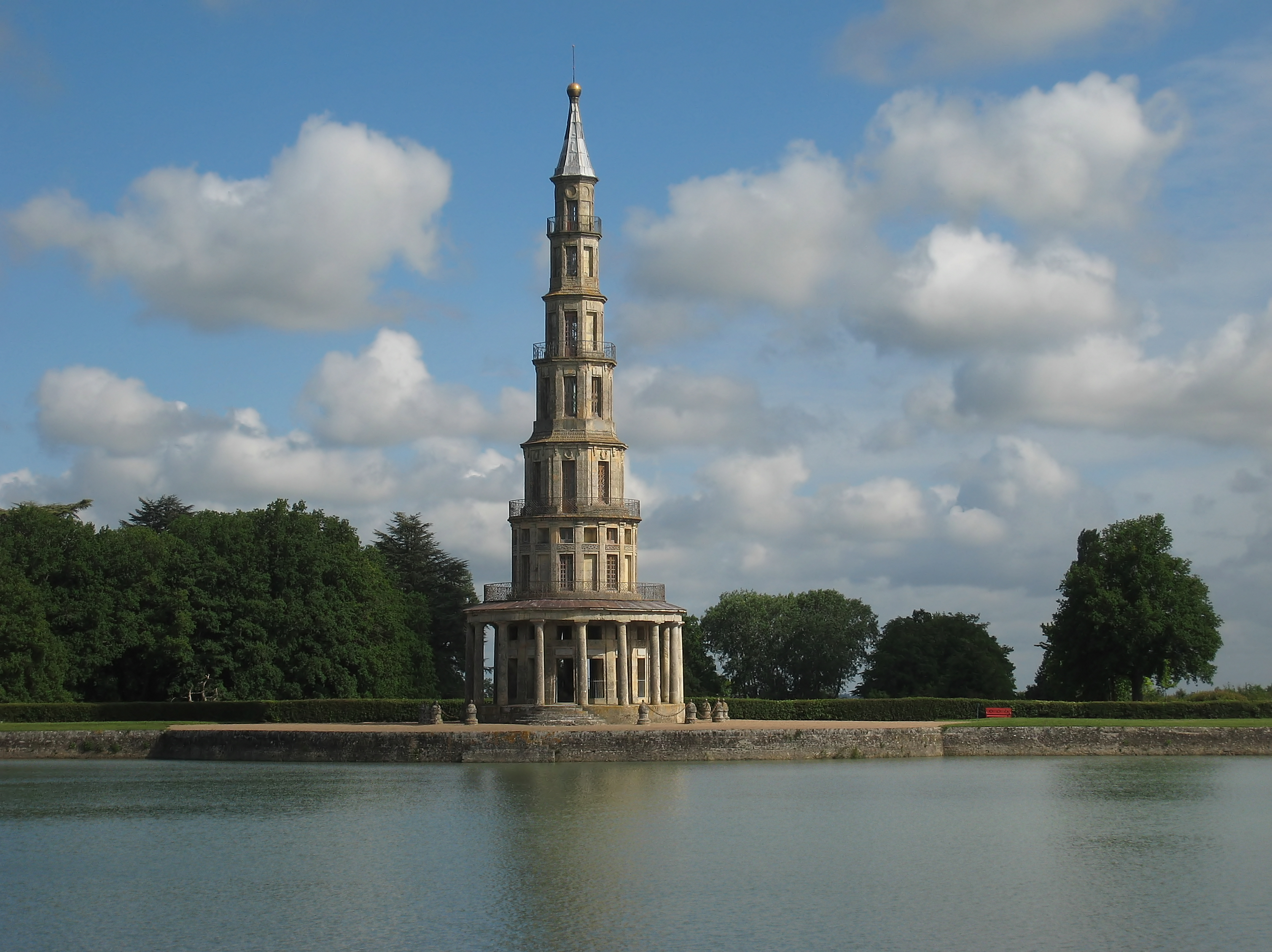
« La Pagode » (1775), fabrique édifiée dans le parc du château de Chanteloup.

Le duc de Choiseul va l'employer ensuite dans son château de Chanteloup, en Touraine. 
Le bâtiment avait été construit par Robert de Cotte ; Le Camus fut chargé de le moderniser en construisant deux longues ailes ornées de colonnades et terminées l'une par une chapelle et l'autre par un pavillon des bains. Il procéda également à des aménagements intérieurs, dessina de nouveaux parterres et construisit de vastes communs.
Après sa disgrâce en 1770, Choiseul reçut une nombreuse société à Chanteloup. Entre septembre 1775 et 1778, Le Camus avait entrepris la construction d'une pagode, une fabrique, qui est le seul vestige qui subsiste de ce magnifique ensemble, détruit au XIXe siècle.

### Le Théâtre-Italien
Malgré le fiasco du Colisée (qui coûta plus de 2 millions de livres), la protection de Choiseul assura la poursuite de la carrière de Le Camus. En 1780, Choiseul, très endetté, propose de transformer une partie de son vaste jardin attenant à son hôtel particulier parisien en lotissement de rapports ; c'est cette propriété que Jean-Sylvain Cartaud avait bâtie pour Pierre Crozat, grand-père de l'épouse de Choiseul, Honorine du Châtel, rue de Richelieu, et dont les jardins s'étendaient jusqu'au boulevard des Italiens. En plus de Le Camus, il contacte Nicolas Lenoir, qu'il écarte bientôt. Le projet évolue. On décide de construire le nouveau Théâtre-Italien, la façade tournant le dos aux boulevards. Il fit accepter le projet de Le Camus assisté d'une société immobilière dirigée par Guillaume Reboul de Villeneuve. La salle de théâtre fut construite par Jean-François Heurtier et inaugurée le 28 avril 1783 en présence de la reine, tandis que Le Camus édifiait le quartier avoisinant, ouvrant les rues de Choiseul, Favart, de Gramont, Grétry et Marivaux. Pour accroître le profit de l'opération en maximisant la densité des constructions, les rues sont étroites et les immeubles élevés, ce qui provoqua des critiques rapportées par les successeurs de Bachaumont : « On critique toujours le plan du quartier du Sieur Le Camus, architecte du duc de Choiseul, comme triste et étranglé. Tous les bâtiments qui environnent la salle ont été exécutés sur ses dessins ».
Après la mort du duc en 1785, le terrain fut vendu par Mme de Choiseul au Roi qui le donna à la troupe des Comédiens italiens.
On perd ensuite la trace de Le Camus.